# Pawan Kumar Bansal
Pawan Kumar Bansal (né le 16 juillet 1948) est un homme politique indien du parti Congrès national indien, ancien ministre des transports ferroviaires du gouvernement Manmohan Singh (du 28 octobre 2012 au 10 mai 2013).
En 2020, il est désigné comme trésorier du Congrès.